# Dracocephalum austriacum
Dracocephalum austriacum és una planta perenne, un oròfit distribuït al sud-est de la regió europea-caucàsica (subestepari). A França prolifera als Alps però és molt rara als Pirineus (als estatges muntà i subalpí), també al vessant català on només viu al voltant del Parc Natural del Cadí-Moixeró, en tarteres calcàries.
A ambdós països està protegida i també figura a l'annexe I (en perill d'extinció) al Catàleg de flora amenaçada de Catalunya.
És una herba alta que amida entre 20 i 50 cm d'alçària. Els tiges són piloses, erectes i frondoses. Les fulles són també piloses. La inflorescència inclou usualment d'una a sis flors disposades formant una espiga més on menys densa. Les flors són de color violeta fosc. El fruit inclou quatre aquenis llisos.